# John van Dreelen
John van Dreelen (5 maja 1922 – 4 września 1992) – amerykański aktor holenderskiego pochodzenia.
Urodził się w Amsterdamie pod nazwiskiem Jacques van Drielen Gimberg, jako syn reżysera Louisa Gimberga (zm. 1959) i baronowej Labouchere. Karierę aktorską rozpoczął w 1948 roku od występu w holenderskim dramacie wojennym Niet tevergeefs, jednak już w dwa lata później wylądował na planie telewizyjnego serialu stacji CBS pt. Studio One, rozpoczynając tym samym pracę w Hollywood. Dotychczasowy pseudonim artystyczny Jack Gimberg zmienił na "John van Dreelen".
Wystąpił m.in. w nominowanym do Oscara filmie kryminalnym Wzór (The Formula, 1980), przy boku Marlona Brando, Johna Gielguda i George'a C. Scotta.